# Baqueu de Tànagra
Baqueu (grec antic: Βακχείος, llatí: Baccheius) o Baqui (grec antic: Βάκχιος, llatí: Bacchius) fou un metge de l'antiga Grècia natural de Tànagra (Beòcia) que va viure al segle iii aC i va escriure sobre els texts d'Hipòcrates.
És conegut per les referències de Galè i d'Erotià, segons el qual va ser un dels primers comentaristes d'Hipòcrates, i era seguidor d'Heròfil de Calcedònia i contemporani de Filí de Cos. El seu glossari de mots obsolets que apareixen als texts d'Hipòcrates no s'ha conservat, però se'n conserven diversos fragments. Dos segles més tard, Èpicles en va fer un resum i comentari, que tampoc no s'ha conservat.